# SC Leipzig
SC Leipzig was een Duitse sportclub uit Leipzig, Saksen. De club ontstond in juli 1963 na een fusie tussen SC Rotation Leipzig en SC Lokomotive Leipzig. In 1993 werd de club ontbonden.

## Geschiedenis

### Voetbal
De fusieclub mocht meteen aantreden in de DDR-Oberliga en werd met drie punten achterstand op kampioen BSG Chemie Leipzig derde. Het volgende seizoen werd de vierde plaats bereikt. Hierna werd voetbalafdeling zelfstandig onder de naam 1. FC Lokomotive Leipzig, niet te verwarren met SC Lokomotive Leipzig.

#### SC Leipzig in Europa
#R = #ronde, T/U = Thuis/Uit, W = Wedstrijd, PUC = punten UEFA coëfficiënten .
Uitslagen vanuit gezichtspunt SC Leipzig
| Seizoen | Competitie           | Ronde | Land                | Club              | Totaalscore | 1e W    | 2e W    | PUC |
| ------- | -------------------- | ----- | ------------------- | ----------------- | ----------- | ------- | ------- | --- |
| 1963/64 | Jaarbeursstedenbeker | 1R    | Vlag van Hongarije  | Újpest Dósza      | 2-2         | 0-0 (T) | 2-3 (U) | 1.0 |
| 1964/65 | Jaarbeursstedenbeker | 1R    | Vlag van Oostenrijk | Wiener Sport-Club | 1-3         | 1-2 (U) | 0-1 (T) | 0.0 |
| 1965/66 | Jaarbeursstedenbeker | 2R    | Vlag van Engeland   | Leeds United      | 1-2         | 1-2 (T) | 0-0 (U) | 1.0 |

Totaal aantal punten voor UEFA coëfficiënten: 2.0
Zie ook: Deelnemers UEFA-toernooien Oost-Duitsland

### Handbal
De handbalafdeling van SC Leipzig gaat terug op die van SC Lokomotive Leipzig. In 1956 promoveerde de club naar de DDR-Oberliga, die uit twee reeksen bestond, en was daar al de derde club uit Leipzig. Twee jaar later kwam daar nog eens SC DHfK bij die van 1959 tot 1964 zes keer landskampioen werd. In 1964 werd de Oberliga één reeks en bleven er met SC en SC DHfK nog twee clubs uit Leipzig over. Eind jaren zestig nam SC Leipzig de rol van dominante club over en werd in 1972 voor het eerst landskampioen. In 1975 werd van hogerhand besloten dat er nog maar één club uit Leipzig in de Oberliga mocht spelen waarop het team van DHfK bij dat van SC gevoegd werd. De club werd meteen kampioen, maar het volgende jaar moest de club tegen degradatie vechten. Hierna deed de club het weer beter en eindigde tot aan het einde van de DDR in de top vijf en werd in 1979 opnieuw kampioen.
De vrouwenafdeling was nog succesvoller en werd vijftien keer kampioen en ze wonnen ook twee keer de Europacup I en bereikten nog vier keer de finale.
Na de Duitse hereniging werden de teams opgenomen in de Bundesliga. De mannen degradeerden na één seizoen. In 1993 werd de club ontbonden. De mannen sloten zich aan bij rivaal SC DHfK terwijl de vrouwen naar VfB Leipzig overstapten. In 1999 werden de vrouwen zelfstandig onder de naam HC Leipzig.

## Erelijst

### Handbal

#### Mannen
Kampioen DDR
1972, 1976, 1979
Bekerwinnaar DDR
1982

#### Vrouwen
Europacup I
Winnaar: 1966, 1974
Finalist: 1967, 1970, 1972, 1977
Beker der Bekerwinnaars
Finalist: 1978
IHF Cup
Winnaar: 1986, 1992
Landskampioen DDR
1965, 1968, 1969, 1970, 1971, 1972, 1973, 1975, 1976, 1978, 1984, 1988, 1991
Bekerwinnaar DDR
1972 (2de elftal), 1983, 1987

### Volleybal

#### Mannen
Europacup I
Winnaar: 1964
Finalist: 1975
Landskampioen DDR
1963, 1964, 1965, 1966, 1967, 1968, 1969, 1970, 1971, 1972, 1973, 1974, 1975, 1976, 1982, 1983, 1985, 1987, 1989
Bekerwinnaar DDR
1966, 1967, 1987

#### Vrouwen
Landskampioen DDR
1967, 1970, 1971
Bekerwinnaar DDR
1965